# Christian Rothmann
Christian Rothmann (geboren 1954 in Kędzierzyn, Polen als Krystian Adam Rotman) ist ein deutscher Maler, Fotograf und Grafiker.

## Leben

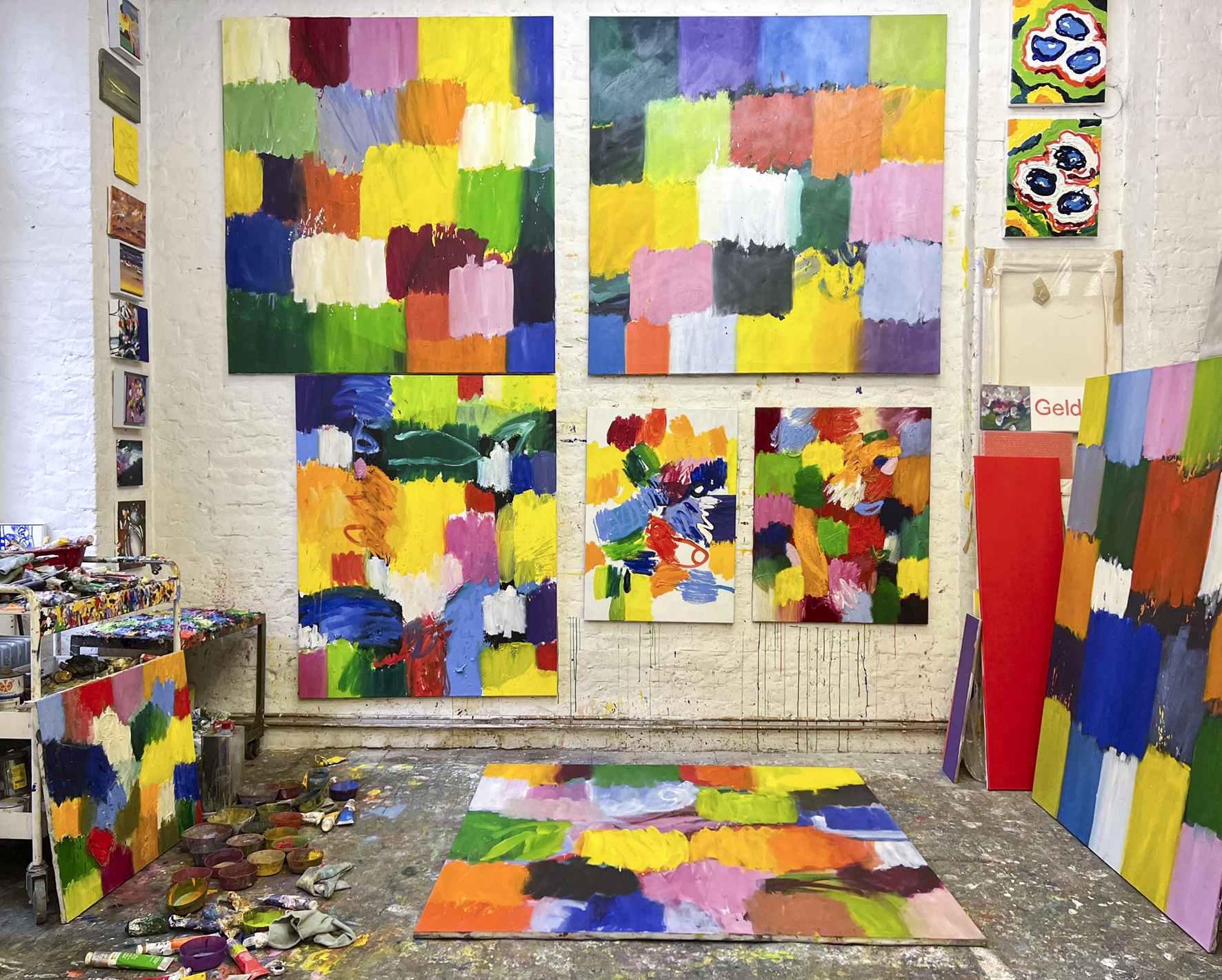

Christian Rothmann wuchs in Kędzierzyn (Polen) auf, wo er eine behütete, aber auch entbehrungsreiche Kindheit verbrachte. Die Versorgung damals bezeichnet er als „katastrophal“. 1965 zog die Familie als Spätaussiedler nach Deutschland, ins hessische Langen. Nach Tätigkeiten im Untertagebau, als Fotograf, in der Jugendsozialarbeit und einer kurzen Gasthörerschaft an der Hochschule für Gestaltung in Offenbach 1975/76, unternahm er 1976/77 eine fast einjährige Reise quer durch Kanada, der Westküste der USA entlang bis nach Panama und wieder zurück nach Kanada. 1977 nahm er in Berlin, ein Studium der Kunsterziehung und der Arbeitslehre/Technik an der Pädagogischen Hochschule Berlin auf. Er lebte in einer Wohngemeinschaft am Checkpoint Charlie und dokumentierte die Erneuerung der Mauer durch 3,60 m hohe Segmente fotografisch. Sein Studium finanziert er durch das Aufbauen von Einbauküchen, nachts ist er als Roadie für Musiker, unter anderem Rex Gildo tätig. 1980 wechselt Rothmann an die Hochschule der Künste Berlin, wo er 1983 das erste Staatsexamen ablegt. 1981 beteiligt er sich an Hausbesetzungen in Kreuzberg und dokumentiert die Instandsetzung fotografisch. 1983 erhält er für ein Jahr einen Lehrauftrag für Malerei an der Hochschule der Künste und bis 1990 einen Lehrauftrag für Fotosiebdruck. Von 1990 bis 1995 war er als Lehrbeauftragter und künstlerischer Mitarbeiter mit dem Schwerpunkt Siebdruck und amerikanische Pop Art tätig. Die Leitung der Siebdruckwerkstatt wurde ihm übertragen. Bis heute ist ein vielseitiges Werk entstanden, das neben Gemälden auch langjährige Fotoprojekte, Videos und Public Art umfasst.
Zahlreiche Gastvorträge, Lehraufträge unter anderem in Greifswald und Weimar, Stipendien und Ausstellungen führten Rothmann regelmäßig auf Reisen ins In- und Ausland. Darüber hinaus war er regelmäßig auf der Insel Naxos, Griechenland, wo er in einem alten Ursulinenkloster Wohnrecht auf Lebenszeit hatte. In der Wendezeit 1989/90 absolvierte er Gastaufenthalte in Glasgow, später an der Winchester School of Art/Großbritannien; am Surikov-Institut, Moskau/Russland; am Government Charukula College, Chittagong; Institute of Fine Arts, University of Dhaka/Bangladesh; Goethe-Institut Kiew/Ukraine; The School of the Art School of Chicago, USA; Universidad de Barcelona, Faculdad de bellas artes, Spanien. Zahlreiche Reisen führten ihn nach Süd-Korea und Japan. Von 1993 bis 1997 war er freier Mitarbeiter und Fotograf für die japanische Kunstzeitschrift „atelier“ und interviewte Georg Baselitz, Helmut Middendorf, A.R. Penck, Emil Schumacher, Richard Long und Markus Lüpertz.
1990 hatte er seine erste Einzelausstellung in einem Museum (in Langen/Hessen). Der Berliner Kurator und Kunstkritiker Christoph Tannert sagte dazu: „Rothmann ist ein Vollblutmaler, einer der mit dem Pinsel singt und rührt und schmeckt. Seine Malerei ist so sinnlich, dass sie einen manchmal fast verzehrenden Zwängen aussetzt: man möchte sich hineinlegen in diese Ur-Suppe, in diesen Strudel aus Phantasie und geschmolzenem Gefühl.“ Im gleichen Jahr stellte er in der Galerie EIGEN+ART in Leipzig aus. Er arbeitete eng mit Gerd Harry Lybke zusammen. 1995 entwarf er zwei Bühnenbilder, eines für Georgette Dee und Terry Truck an der Volksbühne Berlin, das andere für Schmidts Tivoli in Hamburg (s. Projekte). 1998 reiste er erstmals mit einem Stipendium nach Omaha/Nebraska. Seitdem bezeichnet er Omaha als zweites Zuhause. Er begegnete dort der Fotografin Vera Mercer. In den folgenden Jahren kooperierte er bei Ausstellungsprojekten zudem sehr eng mit Matthias Harder, Chefkurator der Helmut Newton Stiftung. Seit 1998 verfolgt er das globale Fotoreiseprojekt „...YOU AND ME?“, bei welchem er authentische Situationen festhält, wobei die fotografierte Person ein Porträt des Fotografen hält, darunter Passanten, Touristen und Ortsansässige. Im Laufe der Jahre gab es prominente Mitwirkende: Wim Wenders, Bazon Brock, Anita Eckberg, Jeff Koons, Gilbert & George, Tom Tykwer und viele Politiker. 2011 und 2014 begann er die partizipativen Fotoprojekte „Mothers & Daughters“ und „Liebespaare – Love Couples“.
Bei einem Großbrand im Old Market, Omaha/Nebraska wurden 71 Gemälde, 40 Papierarbeiten und 23 Fotografien von ihm zerstört. 2019 erhielt er die Anerkennung als Paul Harris Fellow, Rotary International Munich. Christian Rothmann ist seit 2014 mit Macie Largado verheiratet und lebt in Berlin.

## Künstlerische Entwicklung und Rezeption
Neben der Fotografie sind für Christian Rothmann die Malerei und der Siebdruck wichtigste Ausdrucksmittel. Von 1977 bis 1983 hat er eine fotorealistische Phase. Durch Aquarellieren und durch die Ölmalerei widmet er sich der Wirklichkeit. In Berlin malte er die Spuren der (Kriegs-)Zerstörung und der Nutzung und verwendete hierfür kleine Pinsel, malte mit den Fingerspitzen und aus dem Handgelenk. Im Anschluss entstanden großformatige abstrakte, dynamische Bilder, welche er mit vollem Körpereinsatz und mit verlängerten langstieligen Pinseln malt. „Landschaft in Bewegung, Wasserfälle und Federn. Schweben, Fliegen und Strudeln werden zum Thema.“
1987 kamen Kunstaktionen im öffentlichen Raum dazu. Wim Wenders schrieb über ihn: „Christian Rothmann ist der einzige Maler, dessentwillen ich eine Vollbremsung gemacht habe. Ein BVG-Bus war mir entgegengekommen, und erst im letzten Moment, im Vorbeifahren, war mir die bemalte Seite und die gelbe Figur mit den dünnen Beinchen (oder Fühlern?) aufgefallen, die ich am Vortag schon auf einer Plakatwand unter den Yorckbrücken entdeckt und derentwegen ich ein Chaos ausgelöst hatte, indem ich im dichtesten Verkehr eine Kehrtwende machte.“ Wenders besuchte ihn im Atelier und schrieb zwei Katalogtexte für ihn. Seit 1991 hielt er sich oft in Südkorea und Japan auf. Dies erweiterte seinen Horizont im Bereich Kunst und Natur, Performance und temporäre Installationen.
2008 Teilnahme an der Geumgang Nature Art Biennale in Südkorea.
Wim Wenders: „Christian Rothmann ist ein Erforscher unbekannter Farbalphabete. Er malt Atlanten von neuen Zeichen. Er steckt Landkarten ab für noch unentdeckte Gegenden voller rätselhafter Formen. Er ist ein Fremdenführer durch bislang ungesehene Bildergrammatiken. Er erfindet Spiele, für die noch keiner die Regeln kennt, aber die sofort einleuchten. Er dekliniert auf dem Papier und auf der Leinwand Farben und Formen. Er ist ein Sprachforscher der Malerei. Ich empfehle Ihnen eine Vollbremsung.“
F. W. Bernstein: "Die leichte Hand. Christian Rothmann wird nicht schwer darüber. Ich beneide ihn darum."
Daniela Kloock: "Es geht nicht um die dargestellten Gegenstände, sondern um ihre Wirkung, um Ihre auratische Kraft. Die mediterranen Farb- und Lichtpunkte, diese unorthodoxen Sommerbilder, voller Poesie und Leichtigkeit, wirken wie bunte, sichtbar gemachte Anti-Bazillen, nicht Krankheitserreger, sondern Gesunderreger, visuelle Energiebällchen."

## Einzel- und Zweipersonenausstellungen
- 1990 Museum der Stadt Langen
- 1990 Eigen + Art, Leipzig

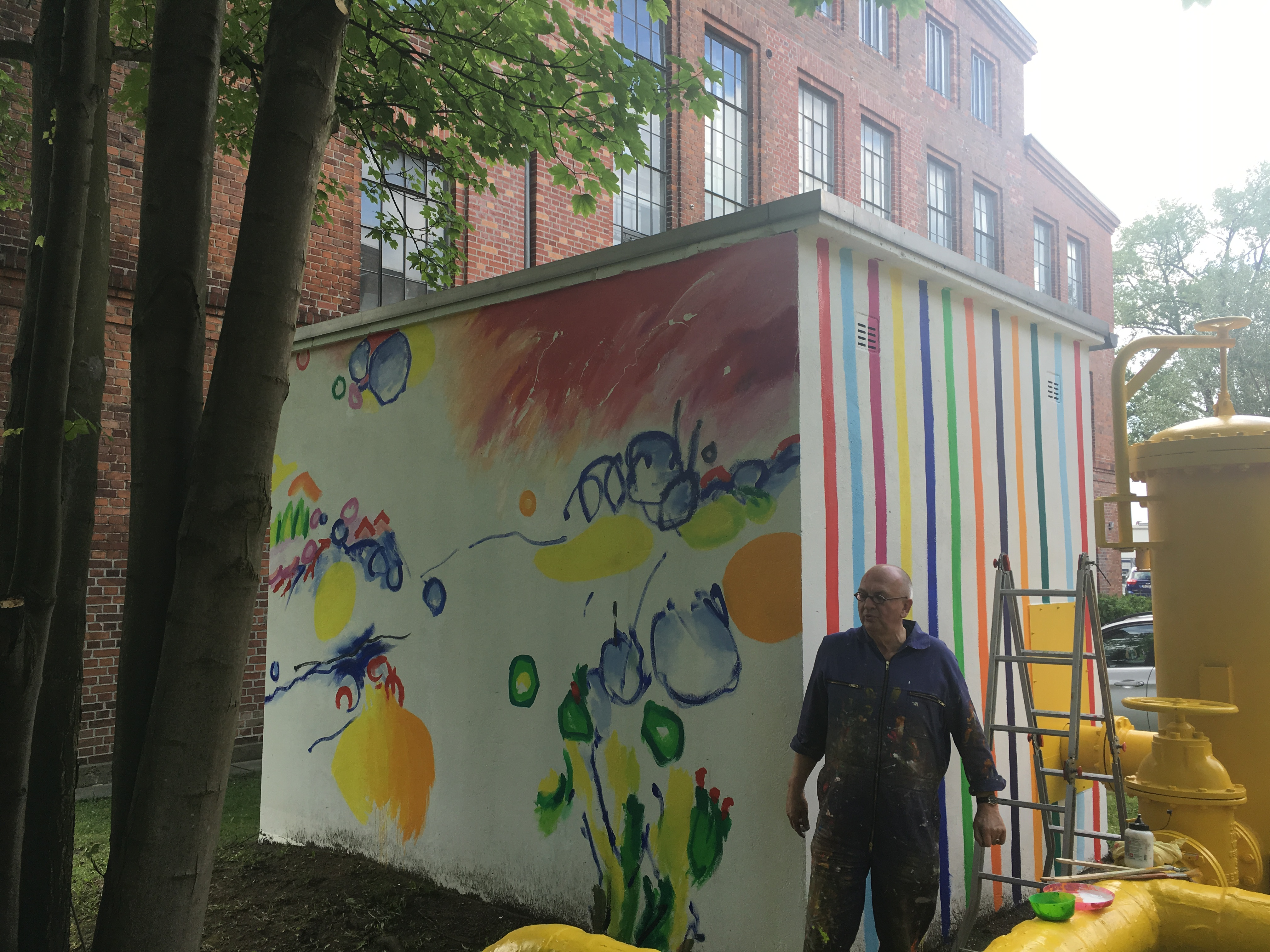
Rothmann bei der Bemalung der Gasdruckregelstation des Kesselhauses in Lübeck (2017)

- 1990 Burganov-House, The Moscow-State-Museum
- 1997 Za Moca Foundation, Tokyo, Japan
- 1997 Plaza Gallery, Tokyo, Japan
- 1998 Museum der Stadt Langen
- 2000 Culture Ex-Change, Hong Kong - Berlin
- 2000 Asian Fine Arts, Berlin
- 2001 Bemis Center for Contemporary Arts, Omaha, USA
- 2002 Light Factory, Charlotte, North Carolina, USA
- 2008 Gal-On Gallery, Tel Aviv, Israel
- 2011 Portraits, Garden of the Zodiac Gallery, Omaha/NE, USA
- 2012 ArtThiess, München, Germany
- 2013 The Moving Gallery / Garden of the Zodiac, Omaha/NE, USA
- 2013 Mother & Daughter, Goethe-Institut, Trieste, Italien und German Embassy, Tokyo, Japan
- 2013 Robotnics, Galerie Jordanow, Munich, Germany
- 2013 Anderson O’Brien Fine Art, Omaha/NE, USA
- 2014 @CvH16, POSITIONS Berlin Art Fair
- 2014 The Moving Gallery / Garden of the Zodiac, Omaha/NE, USA
- 2015 POSITIONS, Galerie 20/21, München
- 2016 Mother & Daughter @ 966 Dunearn Road, Singapur
- 2017 Art Karlsruhe, Druckgrafik, Galerie 20/21 München
- 2017 Farbinseln, BOK Offenbach
- 2017 Kunst im Kesselhaus, Lübeck
- 2017 Kunst im Kutscherhaus, München
- 2018 Circles on the Move, Garden of the Zodiac, Omaha/NE, USA
- 2020 Kunstsalon „Dosenfisch“, München

## Gruppenausstellungen
- 1984 Städtisches Museum, Gelsenkirchen
- 1989 WASPS Gallery, Glasgow / Großbritannien
- 1990 „Altar, Geist und Körper“, Museum für Dt. Geschichte, Berlin
- 1990 V. Triennale, Museum für Kunsthandwerk, Frankfurt / Leipzig
- 1991 „Vier + Four“, Künstlerhaus Bethanien, Berlin
- 1991 Kunsthalle Kong-Ju, Kunsthalle Tae’chon, Süd-Korea
- 1992 „Kunst und Norm“, Deutsches Institut für Normung (DIN), Berlin
- 1992 „Artists and Environment“, Shilpakala Academy, Dhaka, Bangladesh
- 1992 „Com - Art - Show“, Süd-Korea
- 1993 „Alive and Printing“, McLellan Galleries, Glasgow, Großbritannien
- 1993 „Nature - Art - Network“, Gallery Lunami, Tokyo, Japan
- 1993 Za Moca Sebu-kodo, Kyoto, Japan
- 1993 „A Barrel of Whisky“, Kyoni Gallery, Tokyo
- 1994 „The Present Order“, Kunsthalle Elsterpark, Leipzig
- 1995 Kunsthalle Kong-Ju, Kunsthalle Tae’chon, Süd-Korea
- 1997 Tannan Art Festival, Fukui, Japan
- 1998 Last Night Auktion, Deutsche Guggenheim, Berlin
- 1998 „Fragments - Renga“, Galerie Où, Osaka; Street Gallery, Kobe
- 1998 Gallery Art Works, Mishima, Shizuoka, Japan
- 1998 The Performance Space, Sydney, Australien
- 1998 Noosa Regional Gallery, Queensland, Australien
- 1998 „12 Fotografen“, empty rooms, Berlin
- 1998 Bemis Center for Contemporary Arts, Omaha, NE, USA
- 1998 „White Asia“, Asian Fine Arts Factory, Berlin
- 1999 „Puschkin und Goethe“; Haus der Russ. Föderation, Berlin
- 1999 „Allegorien der Materie“, Larissa Contemporary Art Centre/
- 1999 „Body and Urbanism“, Tirana / Albanien
- 2000 „Shadows of Desire“, Plaza Gallery, Tokyo / Japan
- 2000 „Shadows of Desire“, Kulturbrauerei, Berlin
- 2001 „Portrait: Berlin“, Plaza Gallery, Tokyo / Japan
- 2002 „Portrait: Berlin“, Fotoforum Bozen / Italien
- 2003 „Portrait: Berlin“, Palais für aktuelle Kunst, Glückstadt
- 2005 „Premio di fotografia contemporanea Omaggio a Federico Vender“,
- 2005 Palazzo dei Panni, Arco, Italien
- 2005 „Look!“, Six photographic positions, Berliner Kunstprojekt, Berlin
- 2006 Building a Legacy, Bemis Center for Contemporary Arts, Omaha/NE, USA
- 2007 „Portrait: Berlin“, Contemporary Photography, Moving Gallery, Omaha/NE, USA; Goethe-Institut Washington DC, USA; TRIESTeFOTOGRAFIA, Italien
- 2008 „Portrait: Berlin“, Schindler Factory, Kraków, Polen; Goethe-Institut Riga, Lettland und Ljubljana, Slowenien
- 2009 „Retrato: Berlin“, Sala de Exposición Portal la Dehesa,
- 2009 Goethe-Institut Chile, Santiago
- 2009 „Portrait:Berlin“, Contemporary Photography, Buenos Aires Photo
- 2010 „Il Meleto di Tolstoi“, Museo della Carale Accatino, Ivrea, Italien
- 2010 „TIME, DEATH & BEAUTY“, Omaha/NE, USA
- 2010 „WASHI MADE IN BERLIN“, Tokyo Art Museum, Tokyo, Japan
- 2011 Flower Power, FO.KU.S Innsbruck, Österreich
- 2012 Contemporary FLOWER Photography, Tokyo Art Museum, Tokyo, Japan
- 2012 Flower Power, Triestèfotografia, H2Open space, Trieste, Italien
- 2015 „Wild“ Animals in contemporary photography, Plaza-Gallery, Tokyo, Japan
- 2016 Discovery 1, Galerie 20/21, München
- 2017 DRIVE DROVE DRIVEN, Omaha/NE, USA
- GOLD GELD LUXUS MENSCH, Kunsthaus „sans titre“ Potsdam
- 2018 DRIVE DROVE DRIVEN, Kommunale Galerie Berlin, FO.KU.S Innsbruck, Österreich und Kunststation Kleinsassen
- 2018 Graf & Schelble Galerie, Basel, Schweiz
- 2018 Special rooms, Künstlereditionen, Berlin
- 2019 HERZATTACKE, Kunsthaus „sans titre“ Potsdam
- 2019 Dialoge 9, Museum Charkiw, Ukraine
- 2020 "Wie Blüten gehen Gedanken auf"/Blumen in der Kunst, Galerie Schlichtenmaier, Schloss Dätzingen
- 2021 DRIVE, DROVE, DRIVEN, Tokyo Art Museum, Tokyo, Japan
- 2021 ABGEFAHREN, Künstlerhaus Marktoberdorf-Museum für zeitgenössische Kunst
- 2022 Animals, Photography and Panting, Garden of the Zodiac Gallery, Omaha/NE, USA

## Sammlungen
Tokyo Art Museum; The Jacques Mallet Collection USA/Germany; Ted Schwab Collection, Santa Monica CA; Vera and Mark Mercer; Kathy and Gavin Nevins; Todd Simon, Omaha Steaks Collection, USA; Alex Mackay Collection, Brisbane, Australia; Katrina Reitman, London; The American College of Greece, Athens; Commerzbank Berlin; Berliner Bank; Daimler Collection Berlin; Schering-Foundation, Berlin; Museum der Stadt Langen; Stadtwerke Langen; Grossmann Collection, Frankfurt; BAYER Leverkusen; MARSH Düsseldorf, Berlin; wetreu Lübeck; Maren Stark; Ilka Klose, Würzburg; München: Allianz, Michael Vogel, Ferdinand Funk; ARTOTHEK Nuremberg, Marktex, Kronberg; Barbara and Peter Schmid, Mannheim, Berlin: Muráti-Laebe, Gerd Waechter, Donata and Wim Wenders, Ursula Evers, MaegervonBernuth, Verena Lutz, Wolfgang Lauke, Frank Staenicke, Elke Kerkhoff, Bettina Hagedorn, Hanna and Eckhard Feddersen

## Messebeteiligungen
- Kunst RAI Amsterdam / Niederlande; Art Frankfurt; Art Cologne;
- Köln-Messe 2000; Art Multiple / Düsseldorf; Arco Madrid / Spanien;
- ART Karlsruhe 2009 / 2017

## Projekte
- zwei Brandwandbemalungen, Kinder-Kunst-Aktionen, Performances, Buchprojekte
- 1995 zwei Bühnenprospekte für Georgette Dee: Volksbühne Berlin und Schmidts Tivoli Hamburg (für Familie Schmidt, Corny Littmann und Lilo Wanders)
- Tast- und Wahrnehmungswand für die Janusz-Korczak-Grundschule für Geistig- und Körperbehinderte, Langen u. Heusenstamm, 2005
- Erinnerungstafel/Spiegel für die in Konfektionsfirmen tätigen und deportierten Juden am Gendarmenmarkt, Berlin
- Stadttor Langen, zwei Keramik-Stelen à 4 m

## Eigene Publikationen, Illustrationen und Künstlerbücher
- Den Traum hab ich nicht aufgehört zu träumen..., S. 26–36, in: ZwischenRäume, Kreuzberger Hefte VII, Dirk Nishen Verlag, Berlin, 1984.
- Ortswechsel, Korrekturen, Künstlerbuch, Berlin-Glasgow 1989, Selbstverlag.
- Keine Fragen, Keine Antwort, Galerie Eigen+Art, Leipzig, Tauer Druck, 1990.
- Litfass 49, Joachim Sartorius, Der Tisch wird kalt, Nov. 1990.
- Vier + Four, Glasgow – Berlin, Mariannenpresse 1990.
- ART COLOGNE by Christian Rothmann, in: Atelier. Magazine Of International Art, #805, Tokyo 1993, S. 53–67.
- Richard Long by Christian Rothmann, in: Atelier. Magazine Of International Art, #809, Tokyo 1994, S. 72–76.
- Art Frankfurt by Christian Rothmann, in: Atelier. Magazine Of International Art, #820, Tokyo 1995, S. 37–41.
- Maren Roloff by Christian Rothmann, in: Atelier. Magazine Of International Art, #821, Tokyo 1995, S. 60–63.
- Markus Lüpertz by Christian Rothmann, in: Atelier. Magazine Of International Art, #825, Tokyo 1996, S. 26–36.
- Georg Baselitz by Christian Rothmann, in: Atelier. Magazine Of International Art, #829, Tokyo 1996, S. 33–53.
- A.R. Penck by Christian Rothmann, in: Atelier. Magazine Of International Art, #834, Tokyo 1997.
- Nach Japan, Reiselesebuch, Reiseaquarelle von Christian Rothmann, Konkursbuch Verlag Claudia Gehrke: Tübingen 2004.
- Canarias, Kanarisches Lesebuch, Reiseaquarelle von Christian Rothmann, Konkursbuchverlag Claudia Gehrke, Tübingen 2005, S. 290–293.
- Roswitha Klaushofer, zwischen tagnacht und hautbeginn, APHAIA Verlag, Berlin 2006.
- Mother & Daughter, Deutsche Botschaft, Tokyo, Japan mit Comtesse, Meisterkreis und Leica, mit Beiträgen von Christiane Stahl und Andreas Mann, Selbstverlag, 2013.
- ROBOTNICS, mit einer Einführung von Matthias Harder, Berlin 2013, 2019 und 2022, Selbstverlag.
- Print it BIG, Berlin 2016 / 2018 / 2020, Selbstverlag.
- Circles on the move, The Garden of the Zodiac Gallery, Old Omaha Association, USA, 2018, Selbstverlag.